# Негринці
Не́гринці — село в Україні, у Мамалигівській сільській громаді Дністровського району Чернівецької області.

## Географія
Село розташоване на лівому березі річки Прут. Через село проходить автошлях Н10 Чернівці-Кишинів.

## Історія
З 24 серпня 1991 року село входить до складу незалежної України.

## Населення
Населення становило 757 осіб на 2001 рік.

### Мова
Розподіл населення за рідною мовою за даними перепису 2001 року:
| Мова       | Відсоток |
| ---------- | -------- |
| румунська  | 94,85%   |
| українська | 4,1%     |
| російська  | 0,92%    |